# Catching a Tartar (film 1908)
Catching a Tartar è un cortometraggio muto del 1908 diretto da Lewin Fitzhamon.

## Trama
Degli zingari inseguono una ragazza che conduce il cavallo di un furgone. Lei riesce a chiudere i suoi inseguitori dentro al mezzo e li porta alla polizia.

## Produzione
Il film fu prodotto dalla Hepworth.

## Distribuzione
Distribuito dalla Hepworth, il film - un cortometraggio di 145 metri - uscì nelle sale cinematografiche britanniche nel maggio 1908.
Si conoscono pochi dati del film che, prodotto dalla Hepworth, fu distrutto nel 1924 dallo stesso produttore, Cecil M. Hepworth. Fallito, in gravissime difficoltà finanziarie, il produttore pensò in questo modo di poter almeno recuperare il nitrato d'argento della pellicola.